# Relaciones Nicaragua-Venezuela
Las relaciones Nicaragua-Venezuela se refieren a las relaciones internacionales que existen entre Nicaragua y Venezuela.

## SigloXX
La dictadura de Anastasio Somoza Debayle financió intentos de magnicidio contra el presidente Rómulo Betancourt. A pesar de que los presidentes Rafael Caldera y Carlos Andrés Pérez rompen parcialmente con la doctrina Betancourt, Carlos Andrés continuó oponiéndose a la dictadura de Somoza financiando secretamente con más de 100.000 dólares mensuales al Frente Sandinista de Liberación Nacional.
El 20 de mayo de 1993, durante el Segundo gobierno de Carlos Andrés Pérez, se inicia un proceso en su  y es separado de la presidencia. Durante la investigación del motivo del proceso, la partida secreta, se determinó que el dinero había sido utilizado para ayuda internacional a la presidenta Violeta Chamorro en Nicaragua durante la Operación Orquídea.

## SigloXXI
Los gobiernos venezolanos de Hugo Chávez y Nicolás Maduro han mantenido buenas relaciones con el gobierno nicaragüense de Daniel Ortega. Nicaragua estuvo entre los diez países de Centroamérica y el Caribe que suscribieron el Acuerdo Energético de Caracas el 19 de octubre de 2000, en el cual Venezuela vendería petróleo bajo condiciones preferenciales de pago, algunas de las cuales serían un año de gracia y quince años de crédito, con 2% de tasa de interés anual. El 20 de julio de 2007 el gobierno de Hugo Chávez condona una deuda de 33,2 millones de dólares a Nicaragua.
Nicaragua respaldó al presidente Nicolás Maduro durante las protestas en Venezuela de 2014, responsabilizando a la oposición de la violencia, y volvió a mostrar su apoyo durante las protestas de 2017, criticando al secretario general de la Organización de Estados Americanos (OEA), Luis Almagro. Nicaragua fue uno de los países que reconoció los resultados de las elecciones de la Asamblea Nacional Constituyente de Venezuela de 2017. Nicaragua también expresó la reelección de Nicolás Maduro después de las elecciones presidenciales de 2018.
Durante las protestas en Nicaragua de 2018, Venezuela fue el único Estado miembro de la OEA que expresó su apoyo al gobierno del presidente Daniel Ortega, junto con Bolivia. Varios protestantes torturados han reportado escuchar acentos venezolanos y cubanos en las cárceles clandestinas. El 21 de diciembre, el Grupo Interdisciplinario de Expertos Independientes (GIEI) presentó un informe de más de 460 páginas en Washington D. C. sobre los hechos de violencia ocurridos entre el 18 de abril y el 20 de mayo durante las protestas que determinó que el Estado nicaragüense cometió crímenes de lesa humanidad en contra de manifestantes. El informe incluía hechos tales como el asesinato de Ángel Gahona y la Masacre del Día de las Madres. El informe fue reconocido por la Comisión Interamericana de Derechos Humanos y fue valorado por la Organización de Estados Americanos. Tanto Nicaragua como Venezuela rechazaron el informe del GIEI y descalificaron a la OEA, llamándola "ministerio de colonias" y calificándola de "injerencista".[cita requerida]